# Bruzual
Bruzual is een van de 14 gemeentes in de Venezolaanse staat Yaracuy. Bruzual ligt in het zuidwesten van Yaracuy en telt een oppervlakte van 417 km². De gemeente telt 80.500 inwoners. De hoofdplaats is Chivacoa. Bruzual is vernoemd naar de Venezolaanse verzetsheld Manuel Ezequiel Bruzual. 
Het belangrijkste irrigatiesysteem van de gemeente is de Yaracuy rivier. Een van de belangrijkste toeristenattracties is het nationale park Maria Lionza. 